# Quilly (Loira Atlantica)
Quilly è un comune francese di 1 276 abitanti situato nel dipartimento della Loira Atlantica nella regione dei Paesi della Loira.

## Geografia fisica
Quilly si trova a 13 km a nord di Savenay.
Le comunità circostanti sono:
Campbon, Sainte-Anne-sur-Brivet, Guenrouet e Bouvron.
È una comunità Bouvron rurale multi-polarizzata, tra cui l'area urbana di Saint-Nazaire, che fa parte dell'area urbana di Nantes -Saint - Nazaire.

## Geografia Umana
Gli insediamenti principali sono: Rinascimento, Il Crochardais, Il Pilardais, Le Grand - Betz, Le Petit - Betz, Il Ponte Quilly, Il Douettée, La Ferriere, La Potironnerie, Le Bois Joli.

## Toponomastica
Quilly è il nome di un Gallo e la sua lingua oïl locale è: il Qilic.

## Storia
Boschetto è il significato di origine bretone.
Il villaggio è costruito nei pressi di una strada romana. 
La chiesa parrocchiale di San Solenne nel 1845 . 
A 2,5 km si trova la Cappella di Piantato .

## Società

### Evoluzione demografica
Abitanti censiti